# DeDe Dorsey
DeDe Dorsey (1 de agosto de 1984 en Broken Arrow, Oklahoma) es un jugador profesional de fútbol americano, juega en la posición de running back para Las Vegas Locomotives en la United Football League. Él fue firmado como agente libre en 2006 por Cincinnati Bengals. Jugó de colegial en Lindenwood.
Dorsey también participó en Indianapolis Colts y Detroit Lions en la National Football League.

## Estadísticas en UFL
| Temporada | Equipo | Carrera | Carrera | Carrera | Carrera | Carrera | Recepción | Recepción | Recepción | Recepción | Recepción |
| Temporada | Equipo | No      | YDS     | Avg     | Lg      | TD      | No        | YDS       | Avg       | Lg        | TD        |
| --------- | ------ | ------- | ------- | ------- | ------- | ------- | --------- | --------- | --------- | --------- | --------- |
| 2009      | LVL    | 47      | 303     | 6.4     | 71      | 3       | 18        | 98        | 5.4       | 16        | 1         |